# Bűnszervezet
A bűnszervezet a Büntető Törvénykönyvben meghatározott fogalom. Egyrészről az értelmező rendelkezések között  szerepel, másrészt a bűnszervezetben részvétel a hatályos 2012. évi C. törvény szerint önálló bűncselekmény.

## A bűnszervezet fogalma
A bűnszervezet fogalmát a Btk. 1997. évi módosítása vezette be az értelmező rendelkezések közé. A kritikák hatására a meghatározást már egy évvel később módosítani kellett.
A hatályos  2012. évi C. törvény 459. §-ának (értelmező rendelkezések) 2019. július 10 előtt hatályos rendelkezése a korábban hatályos Btk. szóhasználatát vette át:
Bűnszervezet: három vagy több személyből álló, hosszabb időre szervezett, összehangoltan működő csoport, amelynek célja ötévi vagy ezt meghaladó szabadságvesztéssel büntetendő szándékos bűncselekmények elkövetése. (hatályon kívül helyezve 2019. július 10-vel)
A 2012. évi C. törvény 459. §-ának 1. pontját is érintette a  Magyarország 2020. évi központi költségvetésének megalapozásáról szóló törvényjavaslat 104. §-a. A Semjén Zsolt miniszterelnök-helyettes által az Országgyűléshez 2019. június 4-én benyújtott törvényjavaslat  104. §-a a bűnszervezet fogalmának meghatározására a következőket tartalmazta: „1. bűnszervezet: legalább három személyből álló, hosszabb időre szervezett, összehangoltan működő csoport, amelynek célja ötévi vagy ezt meghaladó szabadságvesztéssel büntetendő szándékos bűncselekmények elkövetése.” A javaslathoz fűzött indokolás a következő volt:" A módosítás nyelvtani egyszerűsítést jelent".
Végül 2019. július 10-től a következő rendelkezés lépett hatályba ): 
Bűnszervezet: legalább három személyből álló, hosszabb időre, hierarchikusan szervezett, konspiratívan működő csoport, amelynek célja ötévi vagy ezt meghaladó szabadságvesztéssel büntetendő szándékos bűncselekmények elkövetése.

## A bűnszervezet és a bűnszövetség elhatárolása
1. Bűnszövetség akkor létesül, ha két vagy több személy bűncselekményeket szervezetten követ el, vagy ebben megállapodik, és legalább egy bűncselekmény elkövetését megkísérlik, de nem jön létre bűnszervezet;[8]
2. csoportosan követik el a bűncselekményt, ha az elkövetésben legalább három személy vesz részt.[9]

E fogalmak állandóságára mutat, hogy a korábbi Büntető törvénykönyv (1978. évi V. törvény) is szó szerint ezeket a meghatározásokat tartalmazta.

## A hatályos Btk-ban
A bűnszervezetben történő elkövetésre vonatkozó rendelkezések a következők:

Azzal szemben, aki a szándékos bűncselekményt bűnszervezetben követte el, a bűncselekmény büntetési tételének felső határa a kétszeresére emelkedik, de a huszonöt évet nem haladhatja meg. Tárgyalásról lemondás esetén a 83. § (2) bekezdése szerinti büntetési tételt kell alapul venni. Azzal szemben, aki a bűncselekményt bűnszervezetben követte el, kitiltásnak is helye van. A bűncselekmény bűnszervezetben történő elkövetésének megállapítása esetén az e törvényben a bűncselekmény bűnszövetségben történő elkövetésének esetére megállapított jogkövetkezmények nem alkalmazhatók.

### A bűnszervezetben részvétel mint különös részi tényállás
Aki bűncselekmény bűnszervezetben történő elkövetésére felhív, ajánlkozik, vállalkozik, a közös elkövetésben megállapodik, vagy az elkövetés elősegítése céljából az ehhez szükséges vagy ezt könnyítő feltételeket biztosítja, illetve a bűnszervezet tevékenységét egyéb módon támogatja, bűntett miatt 1 évtől 5 évig terjedő szabadságvesztéssel büntetendő. Bűnszervezetben részvétel miatt nem büntethető, aki a bűncselekményt, mielőtt az a hatóság tudomására jutott volna, a hatóságnak bejelenti, és az elkövetés körülményeit feltárja.

### A bűnszervezetben való elkövetés következményei
Ha valamilyen bűncselekményt bűnszervezetben követtek el, akkor 
- a büntetési tétel felső értéke a kétszeresére emelkedik,
- büntetés nem felfüggeszthető,
- a feltételes szabadlábra bocsátás kizárt.[14]

## Joggyakorlat
A Kúria Bfv.I.14/2019. számú jelentős ügyben 2019. május 22-én hozott határozatában kimondta a következőket:
Nem kizárt a bűnszervezet megállapítása akkor sem, ha egyébként egy korábban legálisan működő csoport a szervezete kereteit felhasználva súlyos megítélésű bűncselekmények elkövetését határozza el és azokat meg is valósítja. Ugyanis akkor, ha ezen működés kapcsán fennállnak a bűnszervezet alanyi és tárgyi feltételei, az abban résztvevők magatartása bűnszervezetben elkövetettként értékelendő.